# Districtul Ilava

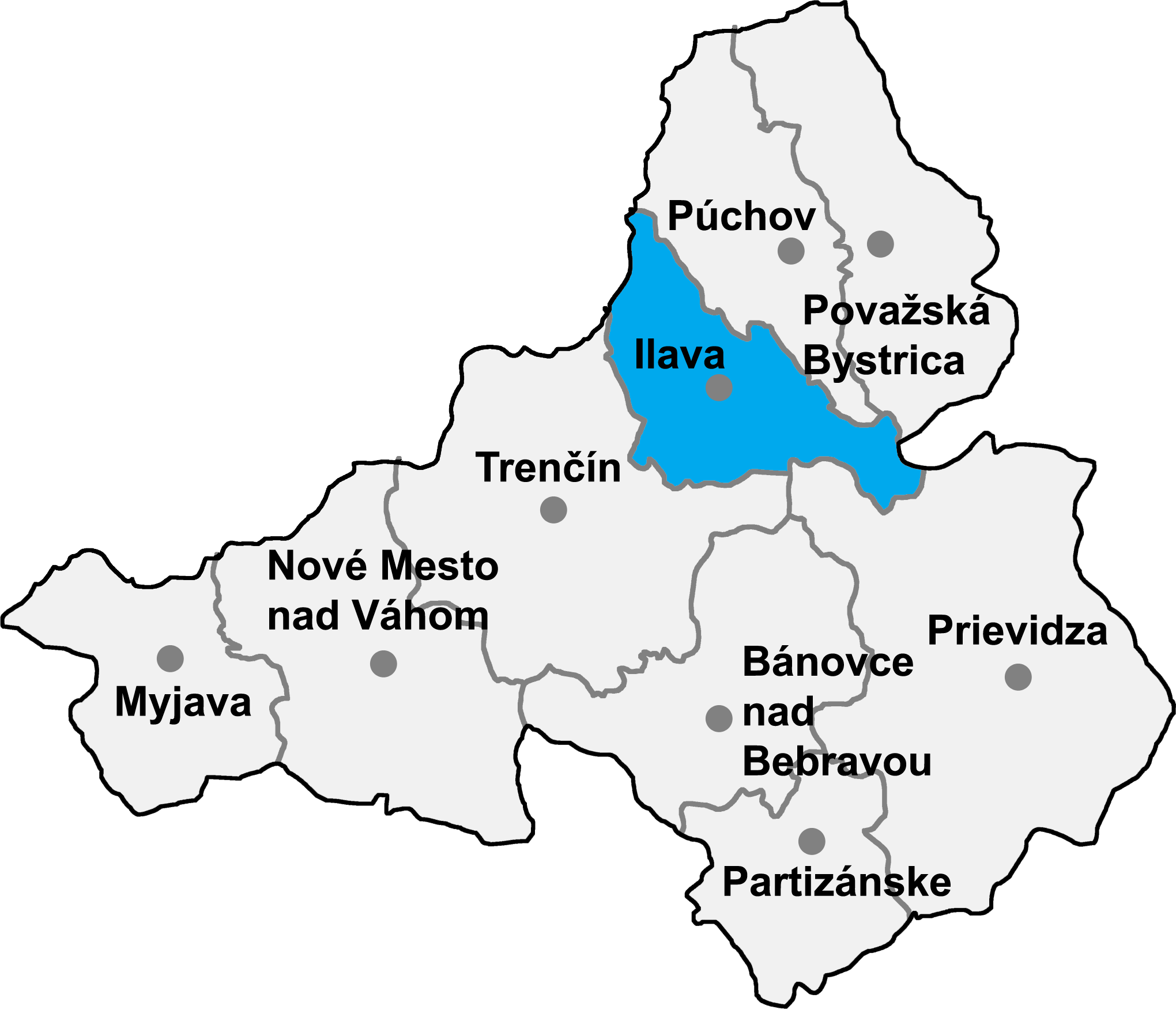
Districtul Ilava

Districtul Ilava (okres Ilava) este un district în Slovacia vestică, în Regiunea Trenčín. 

## Demografie
| An:                | 1994   | 2004   | 2014   | 2024   |
| ------------------ | ------ | ------ | ------ | ------ |
| Număr de persoane: | 62.205 | 61.422 | 60.194 | 56.647 |
| Diferență:         |        | −1,25% | −1,99% | −5,89% |

| An:                | 2023   | 2024   |
| ------------------ | ------ | ------ |
| Număr de persoane: | 56.920 | 56.647 |
| Diferență:         |        | −0,47% |

## Comune
- Bohunice
- Bolešov
- Borčice
- Červený Kameň
- Dubnica nad Váhom
- Dulov
- Horná Poruba
- Ilava
- Kameničany
- Košeca
- Košecké Podhradie
- Krivoklát
- Ladce
- Mikušovce
- Nová Dubnica
- Pruské
- Sedmerovec
- Slavnica
- Tuchyňa
- Vršatské Podhradie
- Zliechov